# Мотта-д'Аффермо
Мотта-д'Аффермо (італ. Motta d'Affermo, сиц. Motta d'Affermu) — муніципалітет в Італії, у регіоні Сицилія,  метрополійне місто Мессіна.
Мотта-д'Аффермо розташована на відстані близько 470 км на південь від Рима, 85 км на схід від Палермо, 115 км на захід від Мессіни.
Населення — 763 особи (2014).
Щорічний фестиваль відбувається 18 жовтня, 16 серпня. Покровитель — San Luca.

## Демографія
Населення за роками:

Станом на 1 січня 2023 року в муніципалітеті офіційно проживали 4 іноземці з 3 країн, серед них 2 громадяни країн Євросоюзу.

## Сусідні муніципалітети
- Містретта
- Петтінео
- Реїтано
- Туза